# Rosno Cup 2005
Der Rosno Cup 2005 wurde vom 15. bis 18. Dezember 2005 in Moskau ausgetragen.
Das Turnier war Teil der Euro-Hockey-Tour-Saison 2005/06. Sieger des Turniers wurde die gastgebende russische Nationalmannschaft.

## Spiele
| 15. Dezember 2005 17:00 Uhr | Tschechien Jan Marek (4:04) Miloslav Hořava (28:05) | 2:3 n. P. (1:0, 1:1, 0:1, 0:0, 0:1) Spielbericht | Finnland Tommi Santala (36:09) Ville Peltonen (58:41) Ville Peltonen (PS) | Sazka Arena, Prag Zuschauer: 7.245 |

| 15. Dezember 2005 19:00 Uhr UTC+4 | Russland Maxim Suschinski (3:38) Alexander Sjomin (12:21) Anton But (59:25) | 3:1 (2:0, 0:1, 1:0) Spielbericht | Schweden Joel Lundqvist (24:28) | Sportpalast Luschniki, Moskau Zuschauer: 8.200 |

| 17. Dezember 2005 13:00 Uhr UTC+4 | Schweden Andreas Karlsson (63:49) | 1:0 n. V. (0:0, 0:0, 0:0, 1:0) Spielbericht | Tschechien | Sportpalast Luschniki, Moskau Zuschauer: 3.200 |

| 17. Dezember 2005 17:00 Uhr UTC+4 | Russland Maxim Suschinski (31:55) Maxim Suschinski (59:27) | 2:0 (0:0, 1:0, 1:0) Spielbericht | Finnland | Sportpalast Luschniki, Moskau Zuschauer: 11.500 |

| 18. Dezember 2005 13:00 Uhr UTC+4 | Finnland Hannes Hyvönen (31:20) Ville Peltonen (59:30) | 2:1 (0:0, 1:1, 1:0) Spielbericht | Schweden Andreas Johansson (34:19) | Sportpalast Luschniki, Moskau Zuschauer: 4.100 |

| 18. Dezember 2005 17:00 Uhr UTC+4 | Russland Jewgeni Malkin (4:09) Jewgeni Malkin (7:26) Anton But (18:53) | 3:1 (3:0, 0:0, 0:1) Spielbericht | Tschechien Jaroslav Kudrna (44:02) | Sportpalast Luschniki, Moskau Zuschauer: 11.506 |

## Abschlusstabelle
| Platz | Mannschaft | Spiele | S | S (OT) | N (OT) | N | T   | P |
| ----- | ---------- | ------ | - | ------ | ------ | - | --- | - |
|       | Russland   | 3      | 3 | 0      | 0      | 0 | 8:2 | 9 |
|       | Finnland   | 3      | 1 | 1      | 0      | 1 | 5:5 | 5 |
|       | Schweden   | 3      | 0 | 1      | 0      | 2 | 3:5 | 2 |
| 4.    | Tschechien | 3      | 0 | 0      | 2      | 1 | 3:7 | 2 |